# 拉马热勒
拉马热勒（法語：Lamargelle，法語發音：[lamaʁʒɛl]）是法国科多尔省的一个市镇，位于该省中北部，属于第戎区。

## 地理
拉马热勒（47°32'1"N, 4°50'27"E）面积25.75 平方千米，位于法国勃艮第-弗朗什-孔泰大區科多尔省，该省份为法国中东部省份，北起奥布省，西接涅夫勒省和约讷省，南至索恩-卢瓦尔省，东南接汝拉省，东临上索恩省，东北部与上马恩省接壤。
与拉马热勒接壤的市镇（或旧市镇、城区）包括：莱里、沃索勒、普瓦瑟勒拉格朗日、尚索、弗朗什维尔、弗雷努瓦、佩勒雷。

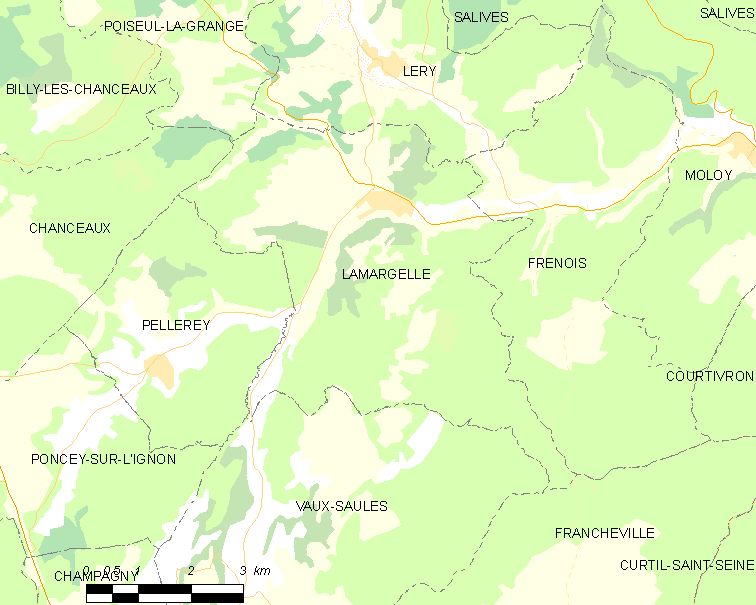
拉马热勒的OSM定位图

拉马热勒的时区为UTC+01:00、UTC+02:00（夏令时）。

## 行政
拉马热勒的邮政编码为21440，INSEE市镇编码为21338。

## 政治
拉马热勒所属的省级选区为蒂耶河畔伊斯县。

## 人口

1962-2008年间拉马热勒人口变化图示

拉马热勒于2022年1月1日时的人口数量为145人。